# I Need You for Christmas
I Need You for Christmas è un singolo promozionale digitale, rilasciato in formato EP con una seconda traccia chiamata "O, ce veste minunata!". La canzone è stata promossa in Europa attraverso il finanziamento dell'etichetta discografica Roton Records.

## Lancio
Il brano è stato pubblicato ufficialmente sul sito ufficiale di Inna, rilasciato come singolo promozionale digitale in formato EP con una cover come seconda traccia chiamata "O, Ce Veste Minunată!" che è una canzone natalizia popolare rumena e sarà anch'essa rilasciata come singolo promozionale il 24 dicembre 2009.
Il brano fu inserito anche come bonus track nella versione deluxe francese del disco Hot, ripubblicata nel dicembre 2010 con il nome "Very Hot" solo per il mercato francese.
Fu registrato nel 2009, nell'intento di augurare al fandom della cantante un buon Natale, invece il brano "O, Ce Veste Minunată!" fu registrata nel 2008 e rilasciata gratuitamente per un periodo limitato solo per Natale 2008 nel sito ufficiale della cantante, ed infine rilasciata definitivamente a dicembre 2009.

## Video musicale
Il video musicale è stato girato il 9 dicembre 2009 sulla pista adiacente al Palazzo Cotroceni di Bucarest, diretto da Tom Boxer, in cui appaiono anche i Play & Win con la cantante, divertendosi insieme ad un uomo vestito da Babbo Natale ed un cucciolo di cane.

## Tracce
1. I Need You for Christmas – 2:45
2. O, Ce Veste Minunată! – 2:55

## Classifiche
| Classifica (2009)       | Posizione Migliore |
| ----------------------- | ------------------ |
| Romania                 | 97                 |
| Russia (Airplay Charts) | 146                |
| Regno Unito             | 188                |

## Date di pubblicazione
| Nazione | Data            | Etichetta     |
| ------- | --------------- | ------------- |
| Romania | 3 dicembre 2009 | Roton Records |